# Trójżeniec

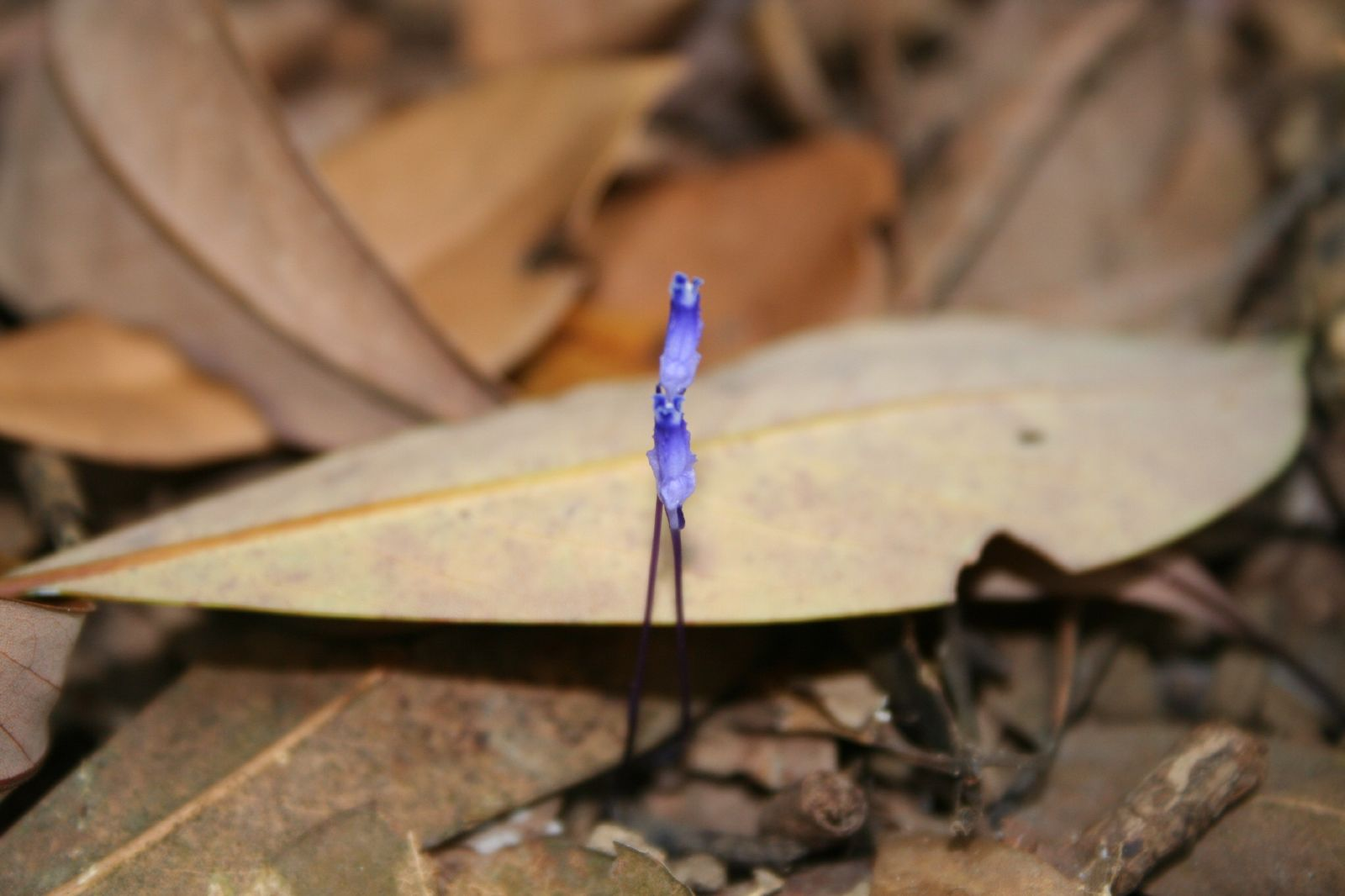
Kwiat Burmannia wallichii

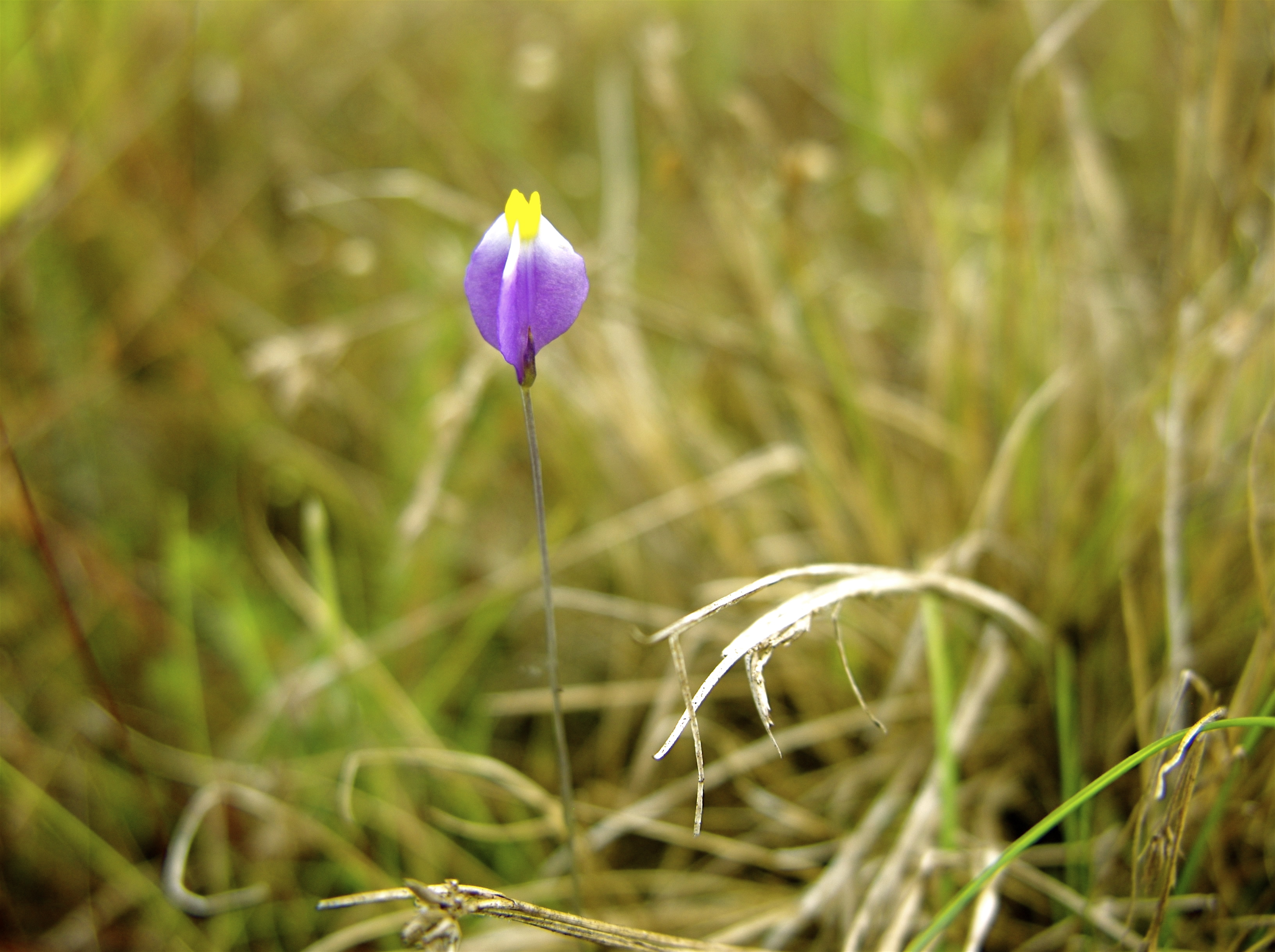
Kwiat Burmannia bicolor

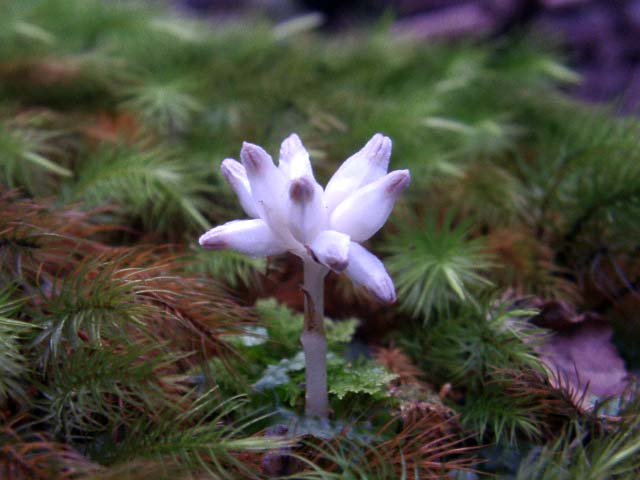
Kwiatostan Burmannia championii

Trójżeniec (Burmannia L.) – rodzaj roślin z rodziny trójżeńcowatych (Burmanniaceae), obejmujący 57 gatunków występujących na całym świecie, w strefie klimatów gorących, w Afryce, Azji, Australii i obu Amerykach. 
Nazwa naukowa rodzaju została nadana na cześć Johannesa Burmana, żyjącego w XVIII wieku holenderskiego botanika i lekarza. 

## Morfologia
KorzenieNitkowate lub zgrubiałe i koralowate.
ŁodygaProsta, rzadko rozgałęziona.
LiścieBezzieleniowe, zredukowane i łuskowate (u gatunków heterotroficznych) lub zielone i rozetkowate (u gatunków autotroficznych).
KwiatyKwiaty obupłciowe, 3-pręcikowe, pojedyncze lub 2–27 zebranych w rozwidlającą się dwurzędkę. Okwiat pojedynczy, promienisty, cylindryczny lub trójkątny w przekroju, często dwukolorowy, niekiedy z 3 bocznymi skrzydełkami, nie tworzący pierścienia w gardzieli kwiatu. Listki okwiatu białe, żółte lub niebieskie, położone w 2 okółkach. Wewnętrzny okółek dużo krótszy od zewnętrznego lub rzadziej nieobecny. Pręciki siedzące lub niemal siedzące u nasady okwiatu, z siedzącymi główkami. Zalążnia trzykomorowa, trójkątna w przekroju, z osiowymi łożyskami. Znamiona słupków dwuklapowe do lejkowatych.
OwoceNieregularnie pękające torebki. Nasiona brązowe.

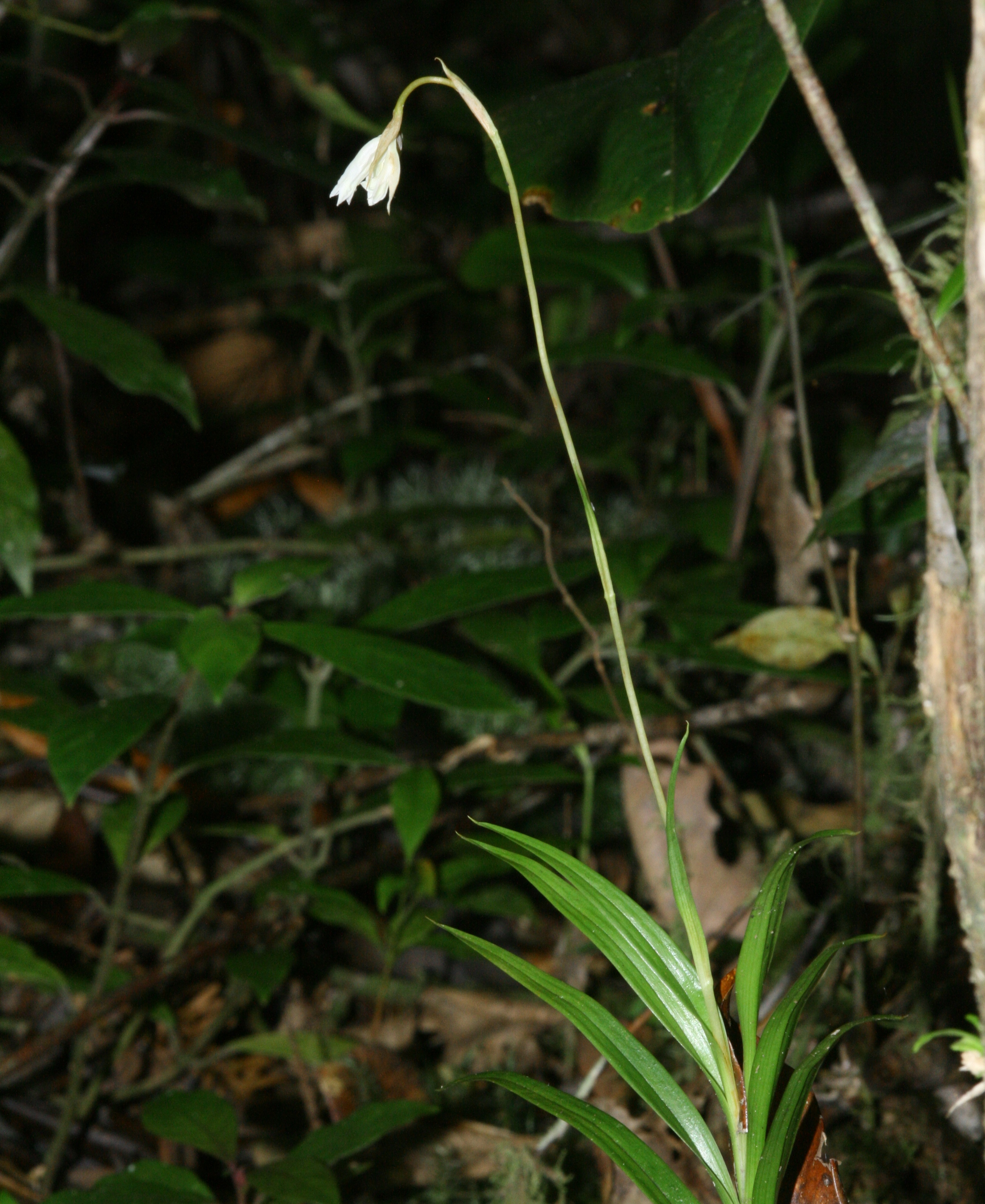
Gatunek autotroficzny Burmannia longifolia
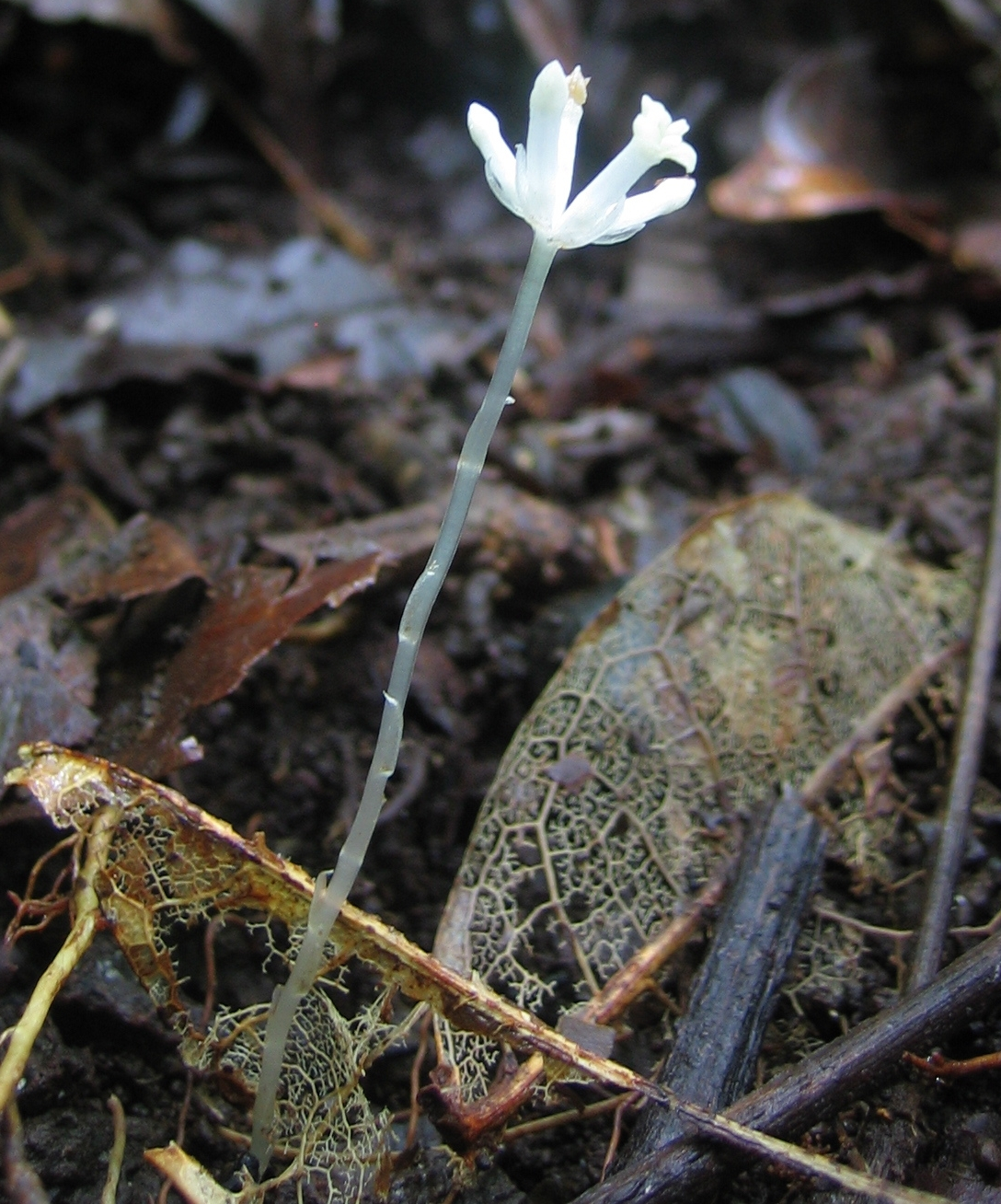
Gatunek heterotroficzny Burmannia congesta

## Biologia i ekologia
RozwójRośliny jednoroczne lub wieloletnie, bezzieleniowe i pasożytnicze lub zielone, półpasożytnicze lub samożywne.
SiedliskoGatunki samożywne zasiedlają łąki, a cudzożywne nizinne, wilgotne lasy równikowe.

## Systematyka
Pozycja według APW (aktualizowany system APG IV z 2016)
Rodzaj należy do rodziny trójżeńcowatych (Burmanniaceae), w rzędzie pochrzynowców (Dioscoreales) w obrębie kladu jednoliściennych (monocots).
Gatunki
| - Burmannia alba Mart. - Burmannia aprica (Malme) Jonker - Burmannia australis Malme - Burmannia bicolor Mart. - Burmannia bifaria J.J.Sm. - Burmannia biflora L. - Burmannia candelabrum Gagnep. - Burmannia candida Griff. ex Hook.f. - Burmannia capitata (Walter ex J.F.Gmel.) Mart. - Burmannia championii Thwaites - Burmannia chinensis Gand. - Burmannia cochinchinensis Gagnep. - Burmannia coelestis D.Don - Burmannia compacta Maas & H.Maas - Burmannia congesta (C.H.Wright) Jonker - Burmannia connata Jonker - Burmannia cryptopetala Makino - Burmannia damazii Beauverd - Burmannia dasyantha Mart. - Burmannia disticha L. - Burmannia engganensis Jonker - Burmannia filamentosa D.X.Zhang & R.M.K.Saunders - Burmannia flava Mart. - Burmannia foliosa Gleason - Burmannia geelvinkiana Becc. - Burmannia gracilis Ridl. - Burmannia grandiflora Malme - Burmannia hexaptera Schltr. - Burmannia indica Jonker | - Burmannia itoana Makino - Burmannia jonkeri Benthem & Maas - Burmannia juncea Sol. ex R.Br. - Burmannia kalbreyeri Oliv. - Burmannia larseniana D.X.Zhang & R.M.K.Saunders - Burmannia latialata Pobég. - Burmannia ledermannii Jonker - Burmannia longifolia Becc. - Burmannia luteoalba Gagnep. - Burmannia lutescens Becc. - Burmannia madagascariensis Mart. - Burmannia malasica Jonker - Burmannia micropetala Ridl. - Burmannia nepalensis (Miers) Hook.f. - Burmannia oblonga Ridl. - Burmannia polygaloides Schltr. - Burmannia pusilla (Miers) Thwaites - Burmannia sanariapoana Steyerm. - Burmannia sphagnoides Becc. - Burmannia steenisii Jonker - Burmannia stricta Jonker - Burmannia stuebelii Hieron. & Schltr. - Burmannia subcoelestis Gagnep. - Burmannia tenella Benth. - Burmannia tenera (Malme) Jonker - Burmannia tisserantii Schltr. - Burmannia vaupesiana Benthem & Maas - Burmannia wallichii (Miers) Hook.f. |